# Distantina fimlivata
Distantina fimlivata är en insektsart som först beskrevs av Walker 1851.  Distantina fimlivata ingår i släktet Distantina och familjen Caliscelidae. Inga underarter finns listade i Catalogue of Life.